# 亚耳光拉螺
亚耳光拉螺（学名：Clathurella subaruriformis），是新腹足目卷管螺科Clathurella属的一种。主要分布于中国大陆，常栖息在潮下带。